# Hyles conjuncta
Hyles conjuncta är en fjärilsart som beskrevs av Lütkem. Hyles conjuncta ingår i släktet Hyles och familjen svärmare. Inga underarter finns listade i Catalogue of Life.